# Greenfield (Iowa)
Greenfield is een plaats (city) in de Amerikaanse staat Iowa, en valt bestuurlijk gezien onder Adair County.

## Demografie
Bij de volkstelling in 2000 werd het aantal inwoners vastgesteld op 2129. In 2006 is het aantal inwoners door het United States Census Bureau geschat op 1951, een daling van 178 (-8,4%).

## Geografie
Volgens het United States Census Bureau beslaat de plaats een oppervlakte van 4,7 km², geheel bestaande uit land. Greenfield ligt op ongeveer 402 m boven zeeniveau.

## Tornado
Op 21 mei 2024 werd Greenfield getroffen door een tornado, waarbij meerdere doden vielen. Een groot deel van de plaats inclusief het ziekenhuis werd vernield.

## Plaatsen in de nabije omgeving
De onderstaande figuur toont nabijgelegen plaatsen in een straal van 28 km rond Greenfield.